# Wacholdergebiet bei Demerath
Koordinaten: 50° 9′ 39″ N, 6° 57′ 2″ O
Das Wacholdergebiet bei Demerath ist ein Naturschutzgebiet im Landkreis Vulkaneifel in Rheinland-Pfalz. Das etwa 1,3 ha große Gebiet liegt ganz im Süden der Gemarkung der Ortsgemeinde Demerath. Das Gebiet wurde ursprünglich bereits im Jahr 1935 als „Wacholderschutzgebiet bei Demerath“ unter Schutz gestellt.